# Конный памятник Александру III
Пасхальное яйцо «Памятник Александру III» (Пасхальное яйцо с моделью памятника Александру III) — ювелирное изделие, изготовленное фирмой Карла Фаберже по заказу российского императора Николая II в 1910 году как пасхальный подарок для матери императора Марии Фёдоровны.

## История
Традиция дарения яиц Фаберже появилась в 1885 году, когда Александр III заказал у Карла Фаберже «Курочку» в подарок своей жене Марии Фёдоровне. Императрица была настолько очарована подарком, что Фаберже получил заказ изготавливать ежегодно по одному яйцу, став придворным ювелиром. После смерти Александра III его сын Николай II сохранил традицию, ежегодно даря два яйца: одно своей матери — вдовствующей императрице Марии Фёдоровне, и одно своей жене — царствующей императрице Александре Фёдоровне. В 1910 году за 14700 рублей как подарок на Пасху для Марии Фёдоровны Николай II заказал у Фаберже «Памятник Александру III». За основу был взят памятник Александру III, возведенный годом ранее, на Знаменской площади в Санкт-Петербурге напротив Николаевского вокзала, по велению сына Николая II, воплотившего в жизнь мечту своего отца о строительстве железной дороги из Европейской части России до Владивостока. Автором памятника стал скульптор Павел Трубецкой. Памятник был неоднозначно встречен в обществе, было немало критики. Его называли «карикатурой на царя».
После конфискации всех яиц Фаберже, кроме «Георгиевского», советской властью в 1918 году, яйцо «Памятник Александру III» было передано в Валютный фонд Наркомфина. В 1927 году оно было перенесено в Оружейную палату Московского Кремля, где и находится по сегодняшний день.

## Дизайн
Яйцо, выполненное в стиле Ренессанс, изготовлено из горного хрусталя и украшено гравировкой, формирующей рамку в виде лепесткового орнамента для обзора cюрприза. Верхняя часть яйца украшена накладной трельяжной решеткой, усыпанной алмазами огранки «роза». Под крупным бриллиантом выгравирован год — «1910». По бокам яйца размещены две платиновые консоли в виде геральдических двуглавых орлов с коронами, инкрустированными алмазами огранки «роза». Поддерживается двумя вертикальными колоннами с гроздьями ягод и херувимами на вершинах (материал платина и бриллианты). Пятиугольная подставка из гравированного хрусталя с платиновыми ангелами по углам, поддерживающими кольцо, в котором покоится само яйцо.

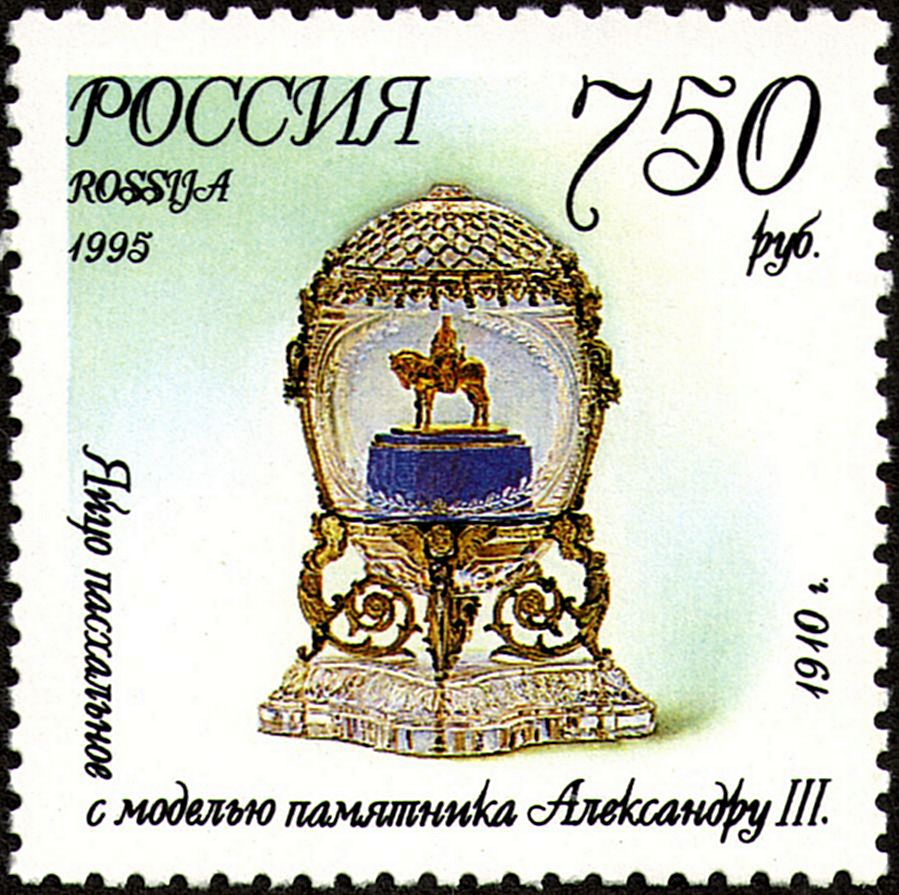
Почтовая марка, 1995 год

Внутри яйца на прямоугольном подиуме из ляпис-лазури с полосой бриллиантов по периметру установлена миниатюрная копия памятника Александру III, выполненная из золота, стоящая на нефрите и украшенная алмазами огранки «роза».
По мнению ведущего научного сотрудника Музеев Московского Кремля Татьяны Мунтян, изделие является «настоящим гимном платине и бриллианту».